# Heineken Open 2014
Heineken Open 2014 byl tenisový turnaj mužů na profesionálním okruhu ATP World Tour, hraný v areálu ASB Tennis Centre na otevřených dvorcích s tvrdým povrchem. Konal se ve druhém týdnu sezóny mezi 6. až 11. lednem 2014 v největším novozélandském městě Aucklandu jako třicátý devátý ročník turnaje.
Řadil se do kategorie ATP World Tour 250. Do dvouhry nastoupilo dvacet osm hráčů a ve čtyřhře startovalo šestnáct párů. Celkový rozpočet činil 514 345 dolarů. Nejvýše nasazeným hráčem ve dvouhře byl třetí tenista světa David Ferrer ze Španělska, kterého v semifinále vyřadil Tchajwanec Lu Jan-sun.

## Dvouhra mužů

### Nasazení
| Stát          | Hráč                  | ATP1 | Nasazení |
| ------------- | --------------------- | ---- | -------- |
| Španělsko     | David Ferrer          | 3.   | 1.       |
| Německo       | Tommy Haas            | 12.  | 2.       |
| Spojené státy | John Isner            | 14.  | 3.       |
| Jižní Afrika  | Kevin Anderson        | 20.  | 4.       |
| Německo       | Philipp Kohlschreiber | 22.  | 5.       |
| Francie       | Benoît Paire          | 26.  | 6.       |
| Francie       | Gaël Monfils          | 31.  | 7.       |
| Nizozemsko    | Robin Haase           | 43.  | 8.       |
| Německo       | Daniel Brands         | 54.  | 9.       |

- 1 Žebříček ATP k 30. prosinci 2013.

### Jiné formy účasti
Následující hráčí obdrželi divokou kartu do hlavní soutěže:
- Marcos Baghdatis
- Jack Sock
- Rubin Statham

Následující hráči postoupili z kvalifikace:
- Daniel Gimeno Traver
- Lukáš Lacko
- Donald Young
- Bradley Klahn
  -  Steve Johnson – jako šťastný poražený

### Odhlášení
před zahájením turnaje
- Brian Baker
- Gaël Monfils
- Tommy Robredo

## Mužská čtyřhra

### Nasazení
| Stát     | Hráč              | Stát          | Hráč          | ATP1 | Nasazení |
| -------- | ----------------- | ------------- | ------------- | ---- | -------- |
| Rakousko | Alexander Peya    | Brazílie      | Bruno Soares  | 7.   | 1.       |
| Rakousko | Julian Knowle     | Brazílie      | Marcelo Melo  | 40.  | 2.       |
| Mexiko   | Santiago González | Spojené státy | Scott Lipsky  | 64.  | 3.       |
| Švédsko  | Johan Brunström   | Rakousko      | Oliver Marach | 84.  | 4.       |

- 1 Žebříček ATP k 30. prosinci 2013; číslo je určeno součtem postavení obou členů dvojice na žebříčku čtyřhry.

### Jiné formy účasti
Následující páry obdržely divokou kartu do hlavní soutěže:
- Colin Fleming /  Ross Hutchins
- Jose Rubin Statham /  Michael Venus

Následující pár vstoupil do soutěže z pozice náhradníka:
- Roberto Bautista-Agut /  Daniel Gimeno Traver

## Přehled finále

### Mužská dvouhra
- John Isner vs.  Lu Jan-sun, 7–6(7–4), 7–6(9–7)

### Mužská čtyřhra
- Julian Knowle /  Marcelo Melo vs.  Alexander Peya /  Bruno Soares, 4–6, 6–3, [10–5]